# Federación Internacional de Tenis de Mesa
La Federación Internacional de Tenis de Mesa (ITTF, por sus siglas en inglés) es el órgano rector de todas las asociaciones nacionales del tenis de mesa.
Entre sus funciones están la supervisión de reglas y de regulaciones y buscar la mejora tecnológica para el deporte del tenis de mesa. Organiza numerosas competiciones internacionales, incluidos los campeonatos del mundo, que se vienen celebrado desde 1926.
En 2016 la ITTF contaba con un total de 222 organizaciones nacionales asociadas. La sede central de la ITTF se encuentra en Lausana, Suiza.

## Historia
Fue fundada en el año 1926, siendo sus países fundadores Austria, Checoslovaquia, Dinamarca, Inglaterra, Alemania, Hungría, India, Suecia y Gales. El primer torneo internacional se celebró en enero de 1926 en Berlín, mientras que el primer Campeonato Mundial de Tenis de Mesa se celebró en diciembre de 1926 en Londres.
En 1993 la ITTF creó el Salón de la fama del Tenis de mesa (ITTF Hall of Fame, en inglés), museo deportivo situado en Renens, cerca de Lausana (Suiza), para reconocer y honrar a las personas que se han distinguido por su juego excepcional o por su contribución al tenis de mesa en todo el mundo.
Hacia finales del año 2000 realizó ciertas modificaciones en las reglas para conseguir que el tenis de mesa fuera más viable como deporte televisado. Las bolas de 38 mm se reemplazaron por unas nuevas de 40 mm. Este cambio incrementó la resistencia al aire de la bola y decrementó la velocidad de juego.
El sistema de puntuación fue cambiado en 2001, reduciendo de 21 a 11 el número de puntos necesarios para ganar un juego. Esto se hizo con la intención de hacer el juego más rápido y excitante. La ITTF también cambió las reglas del servicio, impidiendo que un jugador pudiera esconder la bola al efectuarlo para, de esta forma, aumentar la duración media de los puntos al reducir la ventaja del jugador que sirve.
EL 29 de febrero de 2008, la ITTF anunció una modificación de algunas reglas después de una reunión ejecutiva en Guangzhou, Guangdong, China con respecto a la posibilidad de los jugadores de jugar por una nueva asociación. Estas nuevas reglas están pensadas para favorecer que las asociaciones desarollen y entrenen a sus propios jugadores.

## Federaciones continentales
La ITTF reconoce seis federaciones continentales. Cada federación continental tiene su propio presidente y directivos y su propia constitución.
| Continente    | Asociaciones | Federación continental                        |
| ------------- | ------------ | --------------------------------------------- |
| África        | 51           | African Table Tennis Federation (ATTF)        |
| Asia          | 45           | Asian Table Tennis Union (ATTU)               |
| Europa        | 58           | European Table Tennis Union (ETTU)            |
| Latinoamérica | 40           | Unión Latinoamericana de Tenis de Mesa (ULTM) |
| Norteamérica  | 4            | Northern American Table Tennis Union (NATTU)  |
| Oceanía       | 24           | Oceania Table Tennis Federation (OTTF)        |

## Presidentes
- 1926 - 1967 Ivor Montagu (Inglaterra)
- 1967 - 1987 Roy Evans (Gales)
- 1987 - 1994 Ichiro Ogimura (Japón)
- 1994 - 1995 Lollo Hammarlund (Suecia)
- 1995 - 1999 Xu Yinsheng (China)
- 1999 - 2014 Adham Sharara (Canadá)
- 2014 -      Thomas Weikert (Alemania)

El 28 de abril de 2014, durante la ITTF Annual General Meeting (AGM), celebrada en Tokio, Japón, se crea un nuevo puesto directivo, el de «Chairman of the ITTF», para el que es nombrado Adham Sharara.
En 2010 fue elegido Presidente Honorario de la ITTF el chino Xu Yinsheng, y en 2014 el canadiense Adham Sharara.

## Competiciones
EM/EF: Equipos masculino/femenino; IM/IF: Individual masculino/femenino; DM/DF: Dobles masculino/femenino; DX: Dobles mixtos

Eventos internacionales principales
| Nombre del evento                   | Año de inicio | Frecuencia   | ITTF ranking | ITTF ranking | Eventos | Eventos | Eventos | Eventos | Eventos | Eventos | Eventos |
| Nombre del evento                   | Año de inicio | Frecuencia   | Ranking      | Bonus        | EM      | EF      | IM      | IF      | DM      | DF      | DX      |
| ----------------------------------- | ------------- | ------------ | ------------ | ------------ | ------- | ------- | ------- | ------- | ------- | ------- | ------- |
| Campeonato Mundial de Tenis de Mesa | 1926          | Años impares | R1           | B1           |         |         | •       | •       | •       | •       | •       |
| Campeonato del mundo por equipos    | 1926          | Años pares   | R1           |              | •       | •       |         |         |         |         |         |
| Copa del mundo individual masculino | 1980          | Anual        | R1           | B2           |         |         | •       |         |         |         |         |
| Juegos Olímpicos de Verano          | 1988          | Cuatro años  | R1           | B1           | •       | •       | •       | •       |         |         |         |
| Copa del mundo por equipos          | 1990          | Años impares | R1           |              | •       | •       |         |         |         |         |         |
| Copa del mundo individual femenino  | 1996          | Anual        | R1           | B2           |         |         |         | •       |         |         |         |
| ITTF World Tour Grand Finals        | 1996          | Anual        | R2           | B2           |         |         | •       | •       | •       | •       |         |

Eventos Junior
| Nombre del evento               | Año de inicio | Frecuencia  | ITTF ranking | ITTF ranking | Eventos | Eventos | Eventos | Eventos | Eventos | Eventos | Eventos |
| Nombre del evento               | Año de inicio | Frecuencia  | Ranking      | Bonus        | EM      | EF      | IM      | IF      | DM      | DF      | DX      |
| ------------------------------- | ------------- | ----------- | ------------ | ------------ | ------- | ------- | ------- | ------- | ------- | ------- | ------- |
| ITTF Circuito global Junior     | 1992          | Anual       | R2           | B4           | •       | •       | •       | •       | •       | •       |         |
| Campeonato del mundo Junior     | 2003          | Anual       | R1           | B3           | •       | •       | •       | •       | •       | •       | •       |
| ITTF Desafío global Cadete      | 2003          | Anual       | R2           | B4           | •       | •       | •       | •       | •       | •       |         |
| Juegos Olímpicos de la Juventud | 2010          | Cuatro años | R1           | B3           | •       | •       | •       | •       |         |         |         |

Eventos Para tenis de mesa
| Nombre                                  | Año de inicio | Frecuencia  | Eventos | Eventos | Eventos | Eventos | Eventos | Eventos | Eventos |
| Nombre                                  | Año de inicio | Frecuencia  | EM      | EF      | IM      | IF      | DM      | DF      | DX      |
| --------------------------------------- | ------------- | ----------- | ------- | ------- | ------- | ------- | ------- | ------- | ------- |
| Juegos Paralímpicos                     | 1960          | Cuatro años | •       | •       | •       | •       | •       | •       |         |
| Campeonato del mundo Para Tenis de mesa | 1990          | Cuatro años | •       | •       | •       | •       |         |         |         |

Otros eventos ITTF
| Nombre                            | Año de inicio | Último año | ITTF ranking | ITTF ranking | Events | Events | Events | Events | Events | Events | Events |
| Nombre                            | Año de inicio | Último año | Ranking      | Bonus        | EM     | EF     | IM     | IF     | DM     | DF     | DX     |
| --------------------------------- | ------------- | ---------- | ------------ | ------------ | ------ | ------ | ------ | ------ | ------ | ------ | ------ |
| Desafío China vs. Resto del mundo | 2004          | 2012       | R2           |              | •      | •      |        |        |        |        |        |